# Monti Tianmu
I Monti Tianmu o Tianmu Shan (in cinese: Tiānmù ShānP, lett. "Monte degli occhi del cielo") sono un gruppo montuoso situato nel Distretto di Lin'an (临安区), 83,2 km a ovest della città di Hangzhou (杭州), nella provincia di Zhejiang (浙江), nella Cina orientale.
Il monte Tianmushan, (天目山) che dà il nome al gruppo, è caratterizzato da due cime, la vetta occidentale Xitianmu (西天目) alta 1506 m, e la vetta orientale Dongtianmu (东天目) alta 1408 m. In prossimità della cima di entrambi i picchi si trovano due laghetti gemelli, da cui deriva il poetico nome in cinese della montagna.
Sul versante nordoccidentale della montagna è stata istituita la Riserva nazionale dei monti Tianmu, classificata nel 1996 dall'UNESCO come Riserva della biosfera. e inclusa nel Programma sull'uomo e la biosfera (in inglese Man And the Biosphere (MAB) Programme).

## Templi buddhisti
Su queste montagne sono sorti numerosi templi buddhisti, sia maschili che femminili. Importanti sono il tempio buddhista di Chanyuan (禅 源 寺S), risalente alla dinastia Ming, il tempio Chán di Shizikou (狮子 口S), qui ci fu l'origine della scuola Linji (临济), precursore della scuola Rinzai-shū, fondata al tempo della Dinastia Yuan, di origine mongola.

## Flora
Sui Monti Tianmu cresce una flora molto variegata e pregiata di oltre 2.000 specie di piante, che includono specie particolari tra cui il pregiato Tè Tianmu (天目茶), conosciuto in Giappone come Temmoku (nome in giapponese dei Monti Tianmu) e utilizzato come bevanda rituale, i germogli di bambù, l'ultima popolazione selvatica di Ginkgo biloba, che si ritiene sia stata introdotta dai monaci buddisti. Si trovano inoltre il larice dorato, Cycas revoluta, Liriodendron chinense, Magnolia denudata e il cedro rosso del Giappone. Un esemplare di questa specie nel 2009 misurava un'altezza di 26,5 metri, con un diametro di 2,3 m e un volume di 42,3 metri cubi.

## Fauna
Nell'area dei Monti Tianmu vivono anche centinaia di specie animali, tra cui anche 39 specie protette o a rischio di estinzione, come il leopardo nebuloso e il montjak nero.